# Рануцци де Бьянки, Витторио Амедео
Витторио Амедео Рануцци де Бьянки (итал. Vittorio Amedeo Ranuzzi de’ Bianchi; 14 июля 1857, Болонья, Папская область — 16 февраля 1927, Рим, королевство Италия) — итальянский куриальный кардинал. Епископ Лорето и Реканати с 22 июня 1903 по 27 ноября 1911. Титулярный архиепископ Тира с 27 ноября 1911 по 4 декабря 1916. Префект Дома Его Святейшества и префект Апостольского дворца с 30 ноября 1911 по 7 сентября 1914. Папский мажордом с 7 сентября 1914 по 4 декабря 1916. Камерленго Священной Коллегии кардиналов с 30 марта 1925 по 21 июня 1926. Кардинал-священник с 4 декабря 1916, с титулом церкви Санта-Приска с 7 декабря 1916.